# Wurzelloser Kosmopolit
Wurzelloser Kosmopolit (russisch безродный космополит besrodny kosmopolit) war ein Schlagwort in der Sowjetunion während Josef Stalins antisemitischer Kampagne zwischen 1948 und 1953, die mit der „Entlarvung“ der angeblichen „Ärzteverschwörung“ ihren Höhepunkt erreichte.
Der Begriff und die behördliche Verfolgung zielten unmissverständlich auf Juden, was offiziell jedoch nie zugegeben wurde, um den Vorwurf eines staatlichen Antisemitismus zu vermeiden. Offene Judenfeindlichkeit hätte die sowjetische Führungsspitze diskreditiert, da sie als Verstoß gegen die Prinzipien des Marxismus-Leninismus wie die Bruderschaft der Völker und die internationale Gleichheit des Proletariats angesehen wurde.

## Hintergrund
Gegen Ende des Zweiten Weltkriegs und unmittelbar danach wuchs der Einfluss des Jüdischen Antifaschistischen Komitees (JAC) auf die sowjetischen Juden, und das JAC wurde im Westen als deren Vertreter akzeptiert. Die Anhörungskommission des Zentralkomitees der KPdSU stellte fest, dass das JAC anstelle des erwünschten „Kampfes gegen die Kräfte der internationalen Reaktion“ die Linie des Allgemeinen Jüdischen Arbeiterbunds fortsetzte – eine gefährliche Assoziation, da ehemalige „Bund“-Mitglieder „auszumerzen“ waren. Der Anführer des JAC, der prominente Schauspieler Solomon Michoels, starb im Januar 1948 bei einem mysteriösen Autounfall. Dem folgten willkürliche Inhaftierungen von JAC-Mitgliedern und die Schließung des JAC.
Die UdSSR stimmte noch 1947 für den UN-Teilungsplan für Palästina. Am 17. Mai 1948 erkannte sie den Staat Israel als erster Staat der internationalen Gemeinschaft auch de jure an und belieferte diesen daraufhin über die kommunistisch gewordene Tschechoslowakei, unter Verletzung eines internationalen Embargos, mit Waffen (teilweise aus Beständen der ehemaligen Wehrmacht, teilweise aus tschechischer Herstellung) zur Verteidigung gegen die Bedrohung durch arabische Armeen im Palästinakrieg. Viele sowjetische Juden sympathisierten mit Israel und sandten Tausende von Briefen an das (formal nach wie vor existierende) JAC, in denen sie Hilfe anboten oder sich sogar als Freiwillige bei der israelischen Armee meldeten.
Anfang September 1948 traf Golda Meïr (damals noch unter dem Namen Golda Meyerson) als erste israelische Botschafterin in der UdSSR in Moskau ein. Eine Menschenmenge von schätzungsweise 50.000 Personen jubelte ihr begeistert zu, als sie zu Rosch ha-Schana und Jom Kippur die Moskauer Synagoge besuchte.
Am 21. September enthielt die Ausgabe der Prawda den Artikel Einen Brief betreffend von Ilja Ehrenburg, der selbst jüdischer Herkunft war. Er kritisierte darin den Antisemitismus, sah aber die Zukunft der Sowjetjuden nicht in Israel und im Zionismus, sondern in der Assimilation in das vereinte Sowjetvolk. Es ist wahrscheinlich, dass dieser Artikel auf einen direkten Auftrag aus der Führung der KPdSU zurückging.
Gesteuert von der offiziellen sowjetischen Propaganda, erhielt zu dieser Zeit der russische Nationalismus deutlich Auftrieb, nicht zuletzt durch den sich steigernden Kalten Krieg und die Erkenntnis der sowjetischen Führung, dass Israel sich vermehrt den Westmächten annäherte. Zusätzlich wurden Juden aufgrund ihrer internationalen Verbindungen insbesondere in die USA und aufgrund ihres wachsenden Nationalbewusstseins infolge der israelischen Unabhängigkeitserklärung (14. Mai 1948) als Sicherheitsrisiko eingestuft. Bis zum Jahresende 1948 wechselte die UdSSR die Seiten im arabisch-israelischen Konflikt und begann damit, die arabischen Kräfte gegen die Israelis zunächst politisch zu unterstützen, später kam auch militärische Hilfe hinzu. Diese Politik wurde bis zur Auflösung der Sowjetunion beibehalten. Zur gleichen Zeit, nach der formalen Anerkennung durch die USA ab der Knesset-Wahl vom 25. Januar 1949, näherte sich Israel im beginnenden Kalten Krieg noch stärker und öffentlicher den Vereinigten Staaten unter Harry S. Truman als seiner neuen Schutzmacht an.

## Kampagne
Die landesweite Kampagne begann mit dem Prawda-Artikel Über eine antipatriotische Gruppe von Theaterkritikern vom 28. Januar 1949:

„Unkontrollierte, böswillige Kosmopoliten, Profitjäger ohne Wurzeln und ohne Gewissen […] Gewachsen auf der schimmligen Hefe des Kosmopolitentums, der Dekadenz und des Formalismus der Bourgeoisie […] Nationalisten, hier nicht heimisch, ohne Mutterland, die unsere proletarische Kultur mit Gestank vergiften. […] Was kann A. Gurwitsch überhaupt vom Nationalcharakter eines russischen Sowjetmenschen verstehen?“

Stalinistische Standardbeschuldigungen der „zionistischen Verschwörung“ wurden von einer Kampagne der staatlich kontrollierten Massenmedien begleitet, die zur Enthüllung von Pseudonymen aufriefen.
Viele jiddische Schriftsteller wurden inhaftiert und etliche hingerichtet. Zahlreiche jiddische Theater und Zeitungen wurden sofort geschlossen, die Bücher einiger jüdischer Autoren wie Eduard Bagrizki, Wassili Grossman, Michail Swetlow, Iossif Utkin und Boris Pasternak wurden umgehend aus den Bibliotheken verbannt. Sogar Molotows Ehefrau Polina Schemtschuschina, die Jüdin war und Golda Meïrs Freundin wurde, entkam 1949 dem Gefängnis nicht.
Stalins Tochter Swetlana Allilujewa erinnert sich in ihrem Buch Zwanzig Briefe an einen Freund an die Antwort ihres Vaters auf die Frage nach ihrem inhaftierten jüdischen Schwiegervater I. G. Morosow: „Du verstehst das nicht! Die gesamte alte Generation ist mit dem Zionismus infiziert, und sie bringen ihn ihrer Jugend bei.” Der stellvertretende Ministerratsvorsitzende Wjatscheslaw Malyschew berichtet, dass Stalin in einer Sitzung des Politbüros vom 1. Dezember 1952 verkündete: „Jeder jüdische Nationalist ist ein Agent des amerikanischen Geheimdiensts. Die jüdischen Nationalisten glauben, ihre Nation sei von den USA gerettet worden (dort kann man reich, bourgeois usw. werden). Sie glauben, den Amerikanern gegenüber eine Schuld zu tragen.“
Selbst Ehrenburg, der zweifacher Stalinpreisträger war, kam in Schwierigkeiten. Im Februar 1949 wurden seine Artikel, die zuvor häufig in die Propaganda der Sowjetunion eingebunden waren, plötzlich nicht mehr gedruckt und auf einer Massenversammlung wurde – wahrheitswidrig – die Verhaftung des „Kosmopoliten Ehrenburg“ bekanntgegeben. Ehrenburg richtete daraufhin einen Brief an Stalin mit der Bitte um „Beendigung der Ungewissheit“. Tatsächlich wurden daraufhin seine Artikel wieder publiziert.
Alles Jüdische wurde von den sowjetischen Behörden unterdrückt, und sogar das Wort Jude verschwand aus den Medien. Viele waren schockiert, als sie feststellten, dass eine von Michoels gesungene jiddische Strophe des berühmten Wiegenlieds aus dem auch in der Nachkriegszeit noch beliebten sowjetischen Filmklassiker Zirkus („Zirk“, 1936) herausgeschnitten worden war, obwohl Millionen Menschen das Lied auswendig kannten.
Die gegen Juden gerichteten Kampagnen wurden auf die sowjetischen Satellitenstaaten ausgeweitet, so auf Polen, die Tschechoslowakei und Rumänien. Der Boden für den Slánský-Prozess in Prag und für die „Ärzteverschwörung“ war somit bereitet. In der DDR schrieb das ZK-Mitglied der SED Ernst Hoffmann in diesem Zusammenhang in der theoretischen Monatszeitschrift Einheit der SED über „bourgeoise Kosmopoliten“ als „Geldmenschen“ und „vaterlandslose Gesellen“.